# Gazoldo degli Ippoliti
Gazoldo degli Ippoliti – miejscowość i gmina we Włoszech, w regionie Lombardia, w prowincji Mantua.
Według danych na rok 2004 gminę zamieszkiwało 2447 osób, 203,9 os./km².